# Sint-Annakapel (Hasselt)

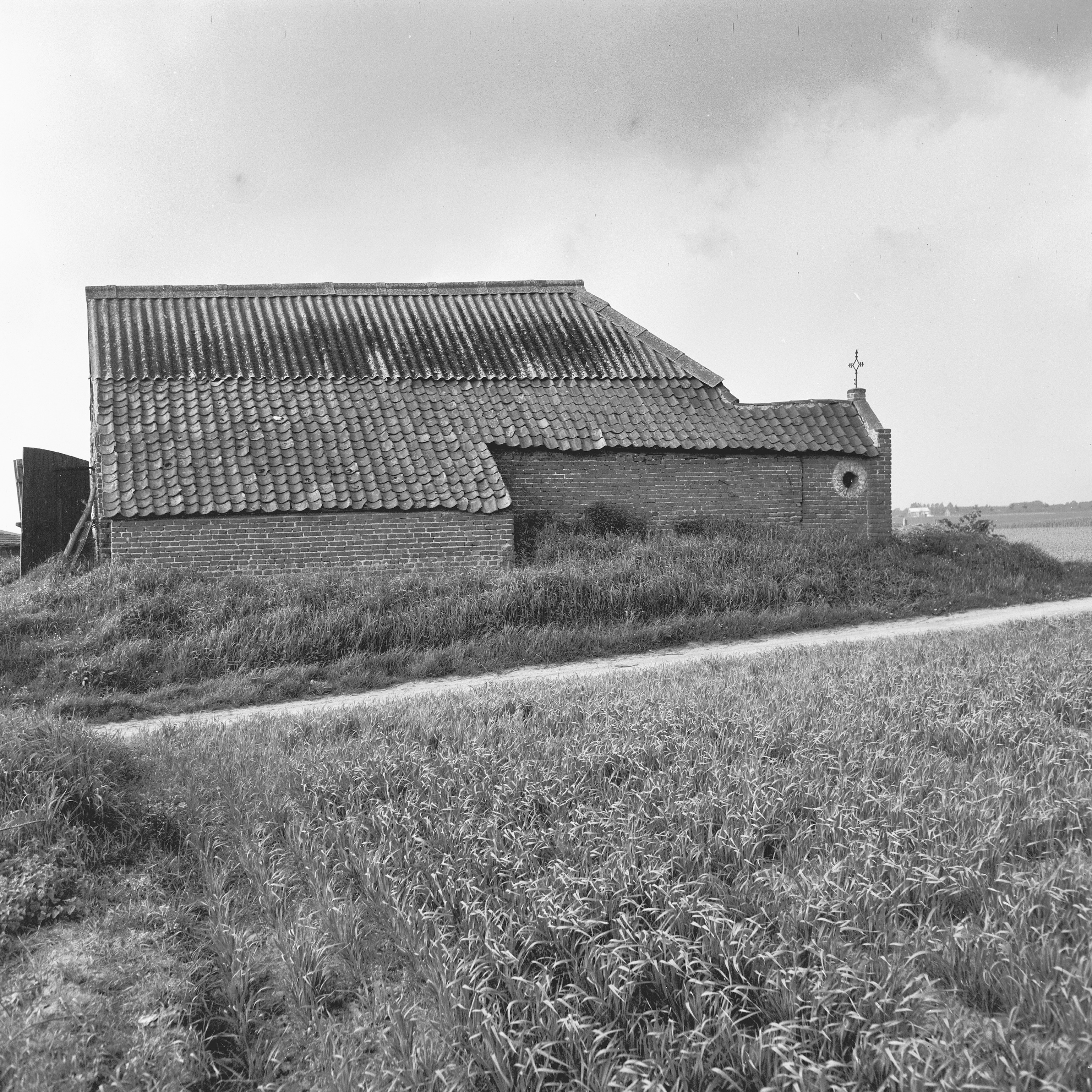
Sint-Annakapel helemaal rechts tegen de schuur

De Sint-Annakapel of Hoogwaterkapel is een kapel in buurtschap Hasselt bij Velden in de Noord-Limburgse gemeente Venlo. De kapel staat aan de Ebberstraat aan de noordzijde van een oude schuur (hoogwaterhuis) op ongeveer 150 meter ten oosten van de rivier de Maas. Naast de kapel is een wegkruis met corpus geplaatst.
De kapel is gewijd aan Sint-Anna.

## Geschiedenis
Kort na 1600 werd het hoogwaterhuis gebouwd. Rond 1700 werd de kapel gebouwd. Rond 1870 werd de kapel volledig vernieuwd. Op 19 februari 1969 werd de kapel ingeschreven in het rijksmonumentenregister.

## Bouwwerk
De open kapel is opgetrokken in roodbruine bakstenen op rechthoekig plattegrond en wordt gedekt door een zadeldak met pannen, doorlopend in de erachter gelegen schuur. In de linker zijgevel bevindt zich een rond venster. De frontgevel wordt bekroond door een smeedijzeren kruis en in de gevel bevindt zich de ingang met metalen draaihek.
Van binnen is de kapel wit bepleisterd en bestaat de vloer uit natuurstenen plavuizen. In de achterwand is er een rechthoekige nis aangebracht die afgesloten wordt met een glasplaat. In de nis staat een beeldje van de heilige Anna met haar dochter Maria die ze leert lezen. Onder de nis is een bordje met tekst opgehangen.

Bèj en offer heej
De godslamp brand det wet geej
daar ok veur ooch intenties heej.
— Tekst op bordje onder de nis

Vertaling: Bid en offer hier, de godslamp brandt, dat weet u, daar ook voor uw intenties hier.